# Bradycellus wollastoni
Bradycellus wollastoni é uma espécie de insetos coleópteros pertencente à família Carabidae.
A autoridade científica da espécie é Wrase & Jaeger, tendo sido descrita no ano de 1996.
Trata-se de uma espécie presente no território português.